# Chihaya-Akasaka
Chihaya-Akasaka (千早赤阪村, Chihayaakasaka-mura) és un poble i municipi de la prefectura d'Osaka, a la regió de Kinki, Japó. Chihaya-Akasaka és el municipi menys poblat de la prefectura i pertany al districte de Minamikawachi, també és l'únic municipi de la prefectura amb la consideració legal de "poble".

## Geografia
El municipi de Chihaya-Akasaka es troba a l'extrem sud-est de la prefectura d'Osaka dins del districte de Minamikawachi i de la regió administrativa del mateix nom. Chihaya-Akasaka limita a l'est amb la prefectura de Nara i amb els municipis de Gojō i Gose. A la mateixa prefectura d'Osaka limita amb els municipis de Tondabayashi, Kawachinagano i Kanan.
Dins del terme municipal de Chihaya-Akasaka es troba el mont Kongō, el pic més alt de la prefectura d'Osaka al qual es pot accedir mitjançant un telefèric que es troba al poble.

## Història
Chihaya-Akasaka és coneguda per ser el lloc on es troben els castells de Chihaya i d'Akasaka. En aquests dos castells situats al mont Kongō es van desenvolupar les batalles de Chihaya i Akasaka al segle XIVé, a finals del període Kamakura. Kusunoki Masashige, cavaller servidor de l'Emperador Go-Daigo, va liderar l'exitosa defensa d'aquestes dues fortificacions. Avui dia existeix al municipi un museu que commemora aquestes batalles i la figura de Kusunoki, qui està soterrat al castell Chihaya.
El 1893, els assassins serials Kumatarō Kido i Yagorō Tani van assassinar 10 persones al llogaret d'Akasaka, deixant només a un infant viu. Posteriorment, els assassins es llevaren la vida.
L'any 1956 es forma el municipi de Chihaya-Akasaka fruit de la fusió dels pobles de Chihaya i Akasaka.
L'1 de març de 2008 el municipi demanà una proposta de fusió amb el municipi proper de Kawachinagano després que fracassaren les conversacions per a una fusió amb els municipis de Kanan i Taishi. Els plans de fusió amb Kawachinagano també fracassaren el 14 d'agost de 2009.

## Transport
Chihaya-Akasaka no disposa de cap estació de tren.